# موتور طرح
موتور طرح یک منطقهٔ مسکونی در ایران است که در دهستان ارزوئیه واقع شده‌است. موتور طرح ۱۰۴ نفر جمعیت دارد.